# Haraiya
Haraiya (en népalais : हरैया) est un comité de développement villageois du Népal situé dans le district de Bara. Au recensement de 2011, il comptait 9 710 habitants.